# IC 3224
IC 3224 ist eine kompakte Zwerggalaxie vom Hubble-Typ C im Sternbild Jungfrau auf der Ekliptik. Sie ist schätzungsweise 15 Millionen Lichtjahre von der Milchstraße entfernt. Unter der Katalognummer VCC 562 wird sie als Mitglied des Virgo-Galaxienhaufens gelistet.

Im gleichen Himmelsareal befinden sich u. a. die Galaxien NGC 4313, NGC 4351, IC 3208, IC 3209.
Das Objekt wurde am 7. Mai 1904 von Royal Harwood Frost entdeckt.